# 阿拉伯天然气管道
阿拉伯天然气管道（阿拉伯语：‎）是位於中东的一條天然气管道。它起點位於西奈半岛阿里什附近，管道建造目的是为了将埃及天然气出口到约旦、叙利亚和黎巴嫩，管道還有水下和陆上的支线管道往返于以色列。該管道的总长度为1200公里（750英里），建造費用為12亿美元，最早完工的區段（阿里什至亞喀巴）於2003年7月建成，此後其他區段陸陸續續完工。2020年8月24日，阿拉伯天然气管道敘利亞大馬士革區段疑似遭到袭击，并引發了影响敘利亞全国范围的停电。  